# 麥豐里
麥豐里（Magnolia Terrace），舊名麥拿里，是上海的一個地名，位於虹口區四川北路1811弄。 民國時期重要文學團體創造社曾位於麥豐裡41號。